# Dictyopharoides filifera
Dictyopharoides filifera är en insektsart som först beskrevs av Walker 1858.  Dictyopharoides filifera ingår i släktet Dictyopharoides och familjen Dictyopharidae. Inga underarter finns listade i Catalogue of Life.